# حسن خان باغي
حسن‌ خان‌ باغي هي قرية في مقاطعة ميانة، إيران. عدد سكان هذه القرية هو 42 في سنة 2006.